# 法律如此
《法律如此》（英語：It Is the Law）是1924年的美国无声悬念片，由詹姆斯·戈登·爱德华兹执导，亚瑟·霍尔、赫伯特·海耶斯和莫娜·帕尔玛主演，根据1922年埃尔默·赖斯的同名舞台剧改编，舞台剧本則是改编自海登·塔尔伯特的小说。影片讲述贾斯汀·维克多（海耶斯饰）和阿尔伯特·伍德拉夫（霍尔饰）都爱上露丝·艾伦（帕尔玛饰），艾伦最终与维克多成婚。伍德拉夫怀恨在心，杀害相貌与自己很像的流浪汉来陷害维克多犯有谋杀罪。维克多入狱后，伍德拉夫伪造身份向艾伦求爱，但化妆被她看穿。维克多出狱并杀害伍德拉夫，因为他此前已经被控谋杀伍德拉夫，现在即便当众杀人也不犯法，政府受双重审判条款限制无法起诉。
导演爱德华兹在1925年去世，《法律如此》是他的遗作，也是福克斯电影公司纽约制片厂制作的最后八部电影之一，上映后获得普遍好评。如今，本片与福克斯公司大部分早期作品一样，很可能已因1937年福克斯金库火灾在历史长河消失。

## 剧情
贾斯汀·维克多（Justin Victor）和阿尔伯特·伍德拉夫（Albert Woodruff）本是好友，但都爱上露丝·艾伦（Ruth Allen），最终维克多与艾伦成婚。伍德拉夫怀恨在心，他找到外貌相似且染上毒瘾的流浪汉埃文斯（Evans），在维克多成婚次日夜里致电艾伦发出威胁，还把埃文斯引到自家公寓。
维克多当晚也前往伍德拉夫的公寓，准备就之前的威胁电话同昔日好友对质。伍德拉夫看到维克多抵达公寓楼大门前，于是装腔作势地大喊救命并开枪打死埃文斯，维克多被控谋杀伍德拉夫并判处无期徒刑。
五年后，伍德拉夫用胡子和眼镜化妆，并更换新身份，找上艾伦向她求爱，但却因害怕火钳的老毛病而被认出。艾伦与州长关系友好，维克多在她努力下获释，然后在赌场找到并杀死伍德拉夫。维克多以双重审判条款辩护，法庭不能再以谋杀同一人的罪名审判，最终他无罪开释，与妻子快乐地生活在一起。

## 演员
- 亚瑟·霍尔（Arthur Hohl）饰阿尔伯特·伍德拉夫和流浪汉埃文斯
- 赫伯特·海耶斯（Herbert Heyes）饰贾斯汀·维克多
- 莫娜·帕尔玛（Mona Palma，电影字幕中显示的姓名是咪咪·帕尔梅里）饰露丝·艾伦

- 乔治·莱西（George Lessey）饰警探多兰（Dolan）
- 罗伯特·纳特·杨（Robert Nat Young）饰特拉弗斯（Travers）
- 佛罗伦萨·迪克森（Florence Dixon）饰莉莲·艾伦（Lillian Allen）
- 拜伦·道格拉斯（Byron Douglas）饰卡明斯（Cummings）
- 奥拉夫·许滕（Olaf Hytten）饰比尔·艾略特（Bill Elliott）
- 德·萨西亚·穆尔斯（De Sacia Mooers）饰伯尼丝（Bernice）
- 圭多·特伦托（Guido Trento）饰马尼（Manee）
- 拜伦·罗素（Byron Russell）饰哈利（Harley）
- 比尤·费尔南德兹（Bijou Fernandez）饰瓦莱丽（Valerie）[4][5]

亚瑟·霍尔此前曾在百老汇舞台剧扮演伍德拉夫，除伍德拉夫和埃文斯外，他还在片中饰演赌场业主。其他演员包括扮演赌场客人的多萝西·金登（Dorothy Kingdon）、海伦娜·达吉（Helena D'Algy）、帕特里夏·奥康纳（Patricia O'Connor）和南希·纽曼（Nancy Newman）。《法律如此》是赫伯特·海耶斯出演的最后一部无声片，此后他直到20世纪40年代才回归演艺事业。

## 制作

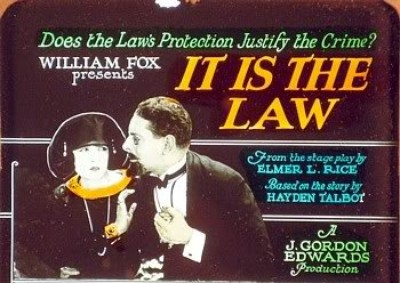
电影宣传幻灯片

1922年，剧院经纪人沃尔特·乔丹建议声名鹊起的剧作家埃尔默·赖斯（Elmer Rice）把海登·塔尔伯特（Hayden Talbot）尚未发表的小说《法律如此》改编成剧本。此时赖斯最出名的作品是百老汇舞台剧《审判》（On Trial，1914年），他在剧中借鉴电影的闪回手法，开百老汇剧作闪回叙事先河。赖斯把塔尔帕特的作品改编成同名剧作，其中同样采用闪回叙事舞台剧还算成功，在丽兹剧场演出125场。
1924年初，福克斯电影公司宣布要把《法律如此》改编成电影，詹姆斯·戈登·爱德华兹（J. Gordon Edwards）执导。爱德华兹此时已是福克斯公司总干事，1924年他只导演这一部电影。柯蒂斯·本顿（Curtis Benton）为电影编剧，但自始至终没有采用舞台剧的闪回手法，完全按时间顺序叙事。主要演员于二月敲定，电影在福克斯公司位于纽约的制片厂开拍。此时福克斯大部分电影都在好莱坞拍摄，1924年只有包括《法律如此》在内的四部影片是在东海岸制片厂完成。此后福克斯公司仅于1926年在纽约制作四部艾伦·德万（Allan Dwan）的电影。本片为法庭高潮戏段搭建的外景完全按人称“坟墓”（The Tombs）的曼哈顿拘留所复制。
根据《法律如此》的版本注册声明，本片长八卷，但实际发行的电影只有七卷。1951年二十世纪福克斯续约版权时仍宣称影片长八卷，并在片名最后加上感叹号，变成《法律如此！》（It Is the Law!）。福克斯为电影采用的宣传手段包括预告片和商家赠送的新奇物品，例如据称可以用来打开本片谜团的小钥匙。
本片是爱德华兹的遗作，他在电影拍完后退休，其后虽一度表达复出意愿，但第二年就因肺炎去世。

## 评价和影响
电影上映后获得普遍好评。乔治··帕迪（George T. Pardy）在《展商贸易回顾》（Exhibitors Trade Review）发文，称观众比片中人物更早理解谜团本质，没有落入通俗剧的俗套。《电影杂志》（Motion Picture Magazine）称赞《法律如此》“节奏紧张、充满悬念……而且构思新颖”。《电影日报》（The Film Daily）发文称，片中虽有一些废话，部分转折也令人难以置信，但相信还是能够获得悬念片影迷认可。部分评论称颂爱德华兹的导演功底，例如他对故事节奏的掌握。不过，《综艺》的评论认为本片有些太长。评论认为，各演员以诠释两个角色的霍尔表现最为抢眼，但也有文章批评他的部分演出太过夸张。芝加哥的《银幕见解》（Screen Opinions）觉得本片导演和演员都很出色，但情节过于黑暗，估计不会大卖，综合评分65%（最高100%）。
福克斯早期制作的大部分无声片都在1937年福克斯金库火灾中毁于一旦，《法律如此》很可能就在其中。美国国会图书馆没有任何本片副本存世的记载。爱德华兹的作品大多都已失传，现代作家极少关注他的电影。不过，电影史学家拉里·朗曼（Larry Langman）认为，20世纪20年代的“配偶复仇”电影逐渐发展，强调女人内心的坚忍和力量，《法律如此》便是其中典范。

### 脚注
1. 1 2 3 4 5 6 7  Pardy 1924，第30頁.
2. 1 2 3 4 5 6 7  Skig [pseud.] 1924，第26, 76頁.
3. 1 2 3  Langman 1998，第40頁.
4. 1 2 3  It Is the Law & AFI Catalogue of Feature Films.
5. 1 2  Casts of current photoplays & Photoplay，第141頁.
6. 1 2  Hischak 2009，第224頁.
7. 1 2 3 4 5  It Is the Law & The Film Daily，第5頁.
8. ↑  Liebman 1998，第146頁.
9. ↑  Palmieri 1980，第56頁.
10. 1 2 3 4  Bordman 1995，第194–195頁.
11. ↑  Palmieri 1980，第8頁.
12. ↑  Start 'It Is the Law' & Moving Picture World，第387頁.
13. ↑  Solomon 2011，第63頁.
14. ↑  Add to cast of Fox play & Moving Picture World，第553頁.
15. ↑  Daughters of the Night & AFI Catalogue of Feature Films.
16. 1 2  Solomon 2011，第66頁.
17. 1 2  Koszarski 2008，第107頁.
18. ↑  Three big productions from Fox announced for August 31 week & Moving Picture World，第25頁.
19. ↑  It Is the Law & Catalog of Copyright Entries Part 1, Group 2，第1362頁.
20. ↑  It Is the Law! & Catalog of Copyright Entries, Parts 12–13.
21. ↑  Fox has many exploitation novelties to aid showmen & Moving Picture World，第126頁.
22. ↑  J. Gordon Edwards leaving & Variety.
23. ↑  Clapp 2002，第70–71頁.
24. ↑  It Is the Law & Motion Picture Magazine，第102頁.
25. ↑  It Is the Law – Fox & Photoplay，第62頁.
26. ↑  It Is the Law – 65% & Screen Opinions，第5頁.
27. ↑  Slide 2000，第13頁.
28. ↑  It Is The Law / Arthur Hohl [motion picture] & American Silent Feature Film Database.
29. ↑  Solomon 2011，第1頁.
30. ↑  Brownlow 1976，第35頁.
31. ↑  Langman 1998，第36, 40頁.

### 书籍
- Bordman, Gerald. . Oxford University Press. 1995. ISBN 978-0-19-509078-9.
- Brownlow, Kevin. . University of California Press. 1976 [1968]  [2020-08-03]. ISBN 978-0-520-03068-8.
- Clapp, Nicholas. . Houghton Mifflin. 2002  [2020-08-03]. ISBN 978-0-395-95283-2.
- Hischak, Thomas S. . McFarland. 2009. ISBN 978-0-7864-3448-0.
- Koszarski, Richard. . Rutgers University Press. 2008. ISBN 978-0-8135-4293-5.
- Langman, Larry. . Greenwood Press. 1998. ISBN 978-0-313-30657-0.
- Liebman, Roy. . McFarland. 1998. ISBN 978-0-7864-0382-0.
- Palmieri, Anthony F. R. . Associated University Presses. 1980  [2020-08-03]. ISBN 978-0-8386-2333-6.
- Slide, Anthony. . McFarland. 2000. ISBN 978-0-7864-0836-8.
- Solomon, Aubrey. . McFarland. 2011. ISBN 978-0-7864-6286-5.

### 期刊和网页
- Pardy, George T. . Exhibitors Trade Review. 1924-09-27: 30  [2020-08-03]. （原始内容存档于2017-10-12）.
- Skig [pseud.]. . Variety (New York, NY: Variety Publishing Company). 1924-09-24, 76 (6): 26, 76  [2020-08-03]. （原始内容存档于2017-03-17）.
- . AFI Catalogue of Feature Films: The First 100 Years 1893–1993. American Film Institute.   [2020-08-03]. （原始内容存档于2018-05-15）.
- . Photoplay. 1924, 26 (6): 141  [2020-08-03]. （原始内容存档于2019-05-14）.
- . The Film Daily. 1924-09-07, 29 (57): 5  [2020-08-03]. （原始内容存档于2018-01-24）.
- . Moving Picture World. 1924-02-02, 66 (5): 387.
- . Moving Picture World. 1924-02-16, 66 (7): 553.
- . AFI Catalogue of Feature Films: The First 100 Years 1893–1993. American Film Institute.   [2020-08-03]. （原始内容存档于2018-05-15）.
- . Moving Picture World. 1924-09-06, 70 (1): 25  [2020-08-03]. （原始内容存档于2018-01-12）.
- . Catalog of Copyright Entries Part 1, Group 2. New Series. 1924, 21 (1–2): 1362  [2020-08-03].
- . Catalog of Copyright Entries, Parts 12–13. Series 3. 1951, 5 (1): 140  [2020-08-03]. （原始内容存档于2021-05-27）.
- . Moving Picture World. 1924-09-13, 70 (2): 126  [2020-08-03]. （原始内容存档于2020-08-03）.
- . Variety. 1924-04-02, 74 (7): 17  [2020-08-03]. （原始内容存档于2017-03-17）.
- . Motion Picture Magazine. 1924, 28 (11): 102  [2020-08-03]. （原始内容存档于2014-01-17）.
- . Photoplay. 1924, 26 (6): 62  [2020-08-03]. （原始内容存档于2019-05-14）.
- . American Silent Feature Film Database. Library of Congress. 2015-06-22  [2020-08-03]. （原始内容存档于2019-12-19）.
- . Screen Opinions. 1924-09-15, 15 (1): 5  [2020-08-03]. （原始内容存档于2017-04-19）.